# Episymploce taiheizana
Episymploce taiheizana är en kackerlacksart som beskrevs av Asahina 1979. Episymploce taiheizana ingår i släktet Episymploce och familjen småkackerlackor.
Artens utbredningsområde är Taiwan. Inga underarter finns listade i Catalogue of Life.